# Polidoro Olavo de São Tiago
Polidoro Olavo de São Thiago (Desterro, 29 de julho de 1852 — Laguna, 7 de maio de 1916) foi um engenheiro, jornalista e político brasileiro. 

## Biografia
Filho de Peregrino Servita de São Tiago e de Maria Augusta de São Tiago. Casou-se com Francelina Dias da Cruz, de família importante do Rio de Janeiro, não deixou descendência, mas depois de viúvo adotou Éster. Irmão do também político e patrono da Academia Catarinense de Letras, Joaquim Antônio de São Tiago.
Formado em engenharia civil Escola de Engenharia no Rio de Janeiro. Foi engenheiro fiscal da Estrada de Ferro Donna Thereza Christina, em 1886, e de outras ferrovias pelo Brasil.
Foi deputado à Assembleia Legislativa de Santa Catarina na 1ª legislatura (1891 — 1893).
Foi vice-governador do estado de Santa Catarina durante o governo de Hercílio Luz, de 1894 a 1898.
Ocupou o cargo de Juiz Comissário das Minas de Carvão de Tubarão e Araranguá em 1890. Foi o responsável pelo assentamento dos colonos italianos no Sul do Estado. É considerado o grande propagandista do Carvão Mineral de Santa Catarina, havendo também mapeado as minas para a Comissão White, testando as pedras junto aos ferreiros italianos e enviando as boas para serem expostas no Rio de Janeiro, atraindo assim a atenção de investidores.
Participou da construção da estrada carroçável da Serra do Rio do Rastro, desenhando seu traçado ligando o litoral sul da província ao planalto serrano. 
Na política, ingressou em 1890, quando elegeu-se deputado à Constituinte Estadual e, em 1894, vice-governador, assumindo o cargo de governador no período de 7 de dezembro de 1894 a 6 de janeiro de 1895, em substituição a Hercílio Pedro da Luz. 
Em Laguna, além de exercer a função de Chefe da Comissão de Terras em 1890, ocupou a chefia das Obras e Melhoramentos da Barra da Laguna. Nessa cidade exerceu a função de Conselheiro Municipal em 1914. 
Foi sócio-fundador do Instituto Histórico e Geográfico de Santa Catarina. Colaborou intensamente com o jornal O Albor, de Laguna.
Em Florianópolis um primeiro progresso foi uma empresa de bondes a burro. Em 6 de novembro de 1880, foi inaugurada a linha de bondes de tração animal, iniciativa sua, que houvera adquirido em julho do mesmo ano mediante concessão de 35 anos. No entanto esta linha operou por pouco tempo.
Instala em 1890, a Casa de Assistência aos Necessitados na FEB - Federação Espírita Brasileira, obra depois consolidada por Bezerra de Menezes como um departamento da entidade, até hoje operante;
Foi selecionado para vice-governador de Hercílio Luz pela mesmas razões que haviam conduzido à escolha deste para a disputa: líder da revolução dos municípios, de julho de 1893, contra os federalistas, só que no Sul do Estado, enquanto que Hercílio o foi no Norte, empreendendo estes dois engenheiros a quatro mãos um dos mais notáveis governos da história de Santa Catarina, com diversos progressos em todos os campos. Entre outras atribuições coube a Polydoro a reforma educacional do Estado.

## Representação na cultura
É patrono de uma das 40 cadeiras da Academia Catarinense de Letras.
No centro de Timbó (Santa Catarina) está a escola de ensino fundamental Polidoro Santiago.
A casa que construiu e onde morou em Laguna é tombada como Patrimônio Histórico do município.